# Curt Newport

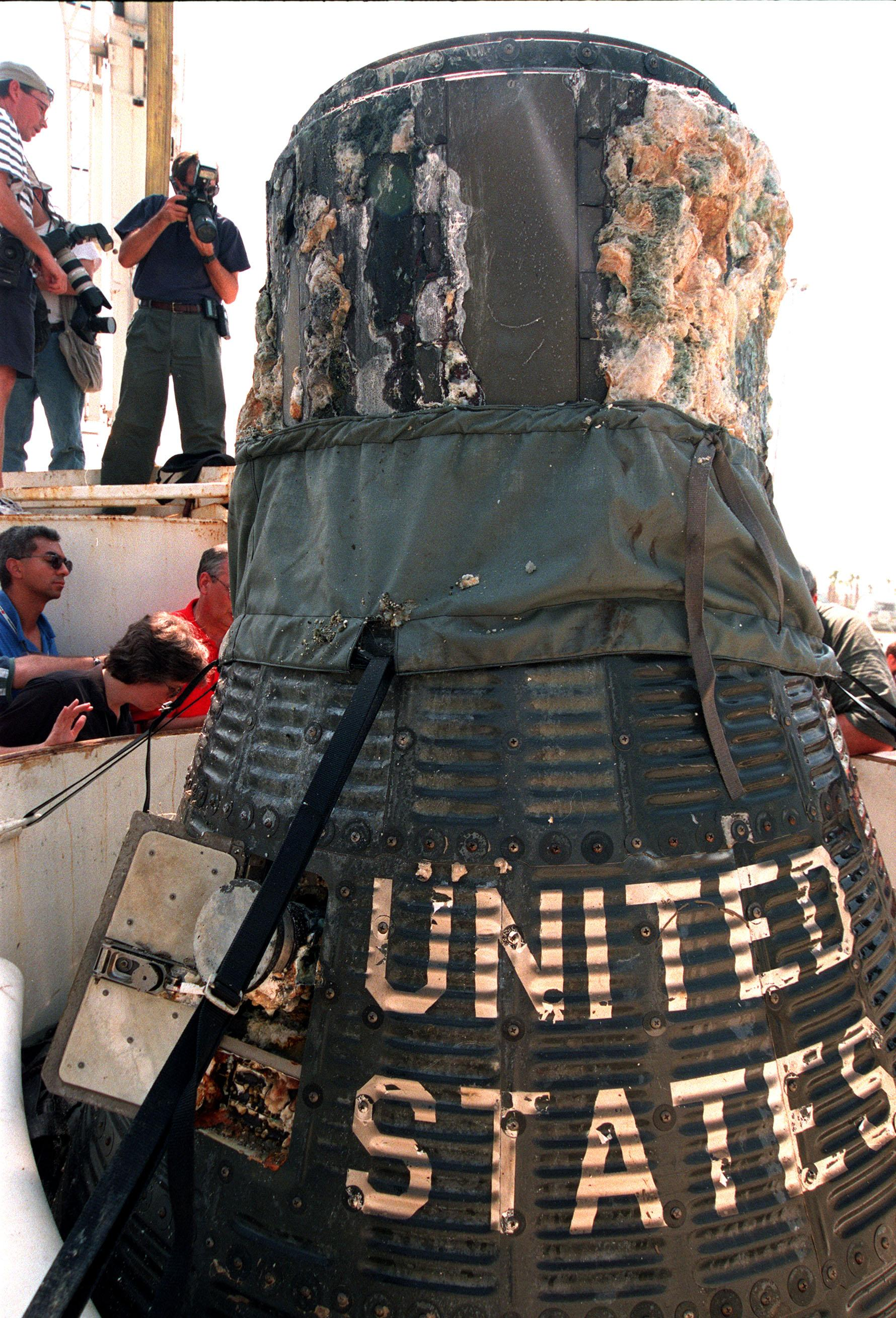
A nave espacial Liberty Bell 7 após ser recuperada do oceano, 21 de julho de 1999.

Curt Newport é um explorador norte-americano, pioneiro no desenvolvimento e utilização de veículos subaquáticos operados remotamente (ROV).
Newport participou em diversas operações subaquáticas, entre as quais as operações de salvamento do voo Air India 182, do vaivém espacial Challenger e do voo TWA 800, assim como a transmissão em directo de imagens dos destroços do transatlântico RMS Titanic. Após quatorze anos de investigação, Newport notavelmente organizou e liderou a expedição em busca da nave espacial Liberty Bell 7, usada pelo astronauta Virgil Grisson no segundo voo tripulado do Programa Mercury, que culminou com a localização da nave a uma profundidade de cerca de 4 900 m em 1 de maio de 1999, e sua posterior recuperação ainda durante esse ano. A recuperação da Liberty Bell 7 permanece a mais profunda operação de resgate comercial da história.
Mais recentemente, Newport conduziu expedições ao Mar das Filipinas em busca do cruzador estadunidense USS Indianapolis em 2001, e ao Atlântico Sul em busca do cruzador argentino ARA General Belgrano em 2003.

## Livros publicados
- 2002 - Lost Spacecraft: The Search for Liberty Bell 7[2]